# یواس‌اس ریسر (۱۸۶۱)
یواس‌اس ریسر (۱۸۶۱) (به انگلیسی: USS Racer (1861)) یک کشتی بود که طول آن ۱۰۵ فوت ۰ اینچ (۳۲٫۰۰ متر) بود.